# Caryophyllia jogashimaensis
Caryophyllia jogashimaensis är en korallart som beskrevs av Katsuyuki Eguchi 1968. Caryophyllia jogashimaensis ingår i släktet Caryophyllia och familjen Caryophylliidae. Inga underarter finns listade i Catalogue of Life.